# Радерфорд Колиџ (Северна Каролина)
Радерфорд Колиџ (енгл. Rutherford College) град је у америчкој савезној држави Северна Каролина.

## Демографија
По попису из 2010. године број становника је 1.341, што је 48 (3,7%) становника више него 2000. године.
| Група             | 2000.         | 2010.         |
| Белци             | 1.209 (93,5%) | 1.292 (96,3%) |
| Афроамериканци    | 5 (0,4%)      | 6 (0,4%)      |
| Азијати           | 55 (4,3%)     | 33 (2,5%)     |
| Хиспаноамериканци | 8 (0,6%)      | 5 (0,4%)      |
| Укупно            | 1.293         | 1.341         |